# Яровица (хребет)
Яровица — хребет в Украинских Карпатах. Расположен в юго-западной части Черновицкой области, в Вижницком районе.
Яровица — один из самых южных хребтов Украинских Карпат. Тянется с северо-запада на юго-восток, в междуречье Белого Черемоша и верховьев Сучавы. Самая высокая вершина — гора Яровица (1574,4 м). Часть хребта лежит в пределах Черемошского национального природного парка. Состоит из флиша; преобладают устойчивые к денудаций песчаники. Вершины куполообразные, плосковыпуклая с крутыми склонами. Расчленённость гребневой линии незначительная, на склонах увеличивается. Речные долины глубоко врезаны, иногда имеют вид ущелий. Склоны покрыты еловыми лесами, выше — криволесьем из сосны горной и можжевельника сибирского; полонины. В Красную книгу Украины занесён вид редкого растения — нигрителлы карпатской (Nigritella carpatica), встречающийся на хребте.
Ближайшие населённые пункты: село Нижний Яловец, село Верхний Яловец, село Сарата.
Некоторые давние географические источники говорят, что хребет Яровец относится к Покутско-буковинским Карпатам, другие — относят его к Гринявским горам. Однако хребет отделен от Гринявских гор рекой Белый Черемош, а от Покутско-буковинских Карпат — несколькими хребтами (Путиллы, Випчина, Лосова) и Верховинско-Путильским низкогорьем. Современные источники относят хребет Яровица к Яловичёрським горам.